# ليزي
ليزي اسمها الحقيقي بارك سو ينغ (هانغل: 박수영) (من مواليد 31 يوليو 1992 ) في بسان, كوريا الجنوبية. هي مغنية وممثلة كورية جنوبية بدأت مسيرتها الفنية عام 2010. هي عضوة في فرقة افتر سكول.

## السيرة الذاتية
ولدت ليزي في 31 يوليو 1992، في بوسان، كوريا الجنوبية.أصبحت ليزي رسميا عضوة في افتر سكول عندما أصدرت الفرقة أغنيتها المفردة الثالثة بعنوان «بانج!» في 25 مارس، 2010.

## روابط خارجية
- ليزي على موقع IMDb (الإنجليزية)
- ليزي على موقع ميوزك برينز (الإنجليزية)
- ليزي على موقع ديسكوغز (الإنجليزية)
- ليزي على موقع قاعدة بيانات الفيلم (الإنجليزية)